# Seoul Broadcasting System
Seoul Broadcasting System (SBS) (кор. 에스비에스, Eseubieseu) — южнокорейская телевещательная и радиовещательная сеть. На момент создания SBS являлся второй частной телевещательной компанией в Южной Корее после MBC. В настоящее время входит в четверку крупнейших телерадиовещательных сетей страны. Штаб-квартира SBS расположена в Сеуле, компания имеет широкую региональную сеть. Основным проектом компании является Канал 6 телевидения Южной Кореи.

## Вещание
SBS была основана 14 ноября 1990 года и первоначально начинала свои демонстрационные трансляции. Позже он начал свое экспериментальное вещание для своих телевизионных программ 1 декабря 1990 года из Сеула, а трансляция первых постоянных радиопрограмм началась 20 марта 1991 года.
Окончательно сеть SBS был сформирована 9 октября 1991 года, в день тридцатилетия MBC (первой частной телесети Южной Кореи). Через два месяца, 9 декабря 1991 в 10 часов утра началось постоянное коммерческое вещание SBS.
Изначально теле- и радиопередачи SBS были доступны лишь на территории Сеула и Кёнгидо, впоследствии через широкую сеть дочерних каналов SBS было расширено вещание до всей территории Южной Кореи. В 1996 в дополнение к AM-радиостанции SBS начал вещание в FM.
В настоящее время телеканалы SBS вещаются в аналоговом и цифровом (в том числе HD) формате через эфирные станции, спутники KT SkyLife, а также доступны в формате кабельного, IPTV, и интернет-телевидения.
Дочерними проектами компании являются сети KNN (Пусан), TBC (Тэгу), kbc (Кванчжу), TJB (Тэджон), ubs (Ульсан), JTV (Чонджу), CJB (Чхонджу), G1 (Чхунчхон), JIBS (Чечжудо).

## Телеканалы
- SBS (HLSQ-DTV)
- SBS Plus
- SBS Golf
- SBS funE
- SBS Sports
- SBS CNBC (совместное предприятие с NBCUniversal)
- SBS MTV (совместное предприятие с Viacom)
- Nickelodeon (Республика Корея) (совместное предприятие с Viacom)

## Радиостанции
- SBS Love FM (HLSQ-AM)
- SBS Power FM (HLSQ-FM)
- SBS V-Radio

## Логотипы
- С 14 ноября 1990 года по 18 сентября 1994 года
- С 19 сентября 1994 года по 13 ноября 2000 года
- С 14 ноября 2000 года по настоящее время
- Текстовый логотип